# Guido Molinari
Guido Molinari (12 de octubre de 1933 - 21 de febrero de 2004) fue un destacado pintor canadiense de la corriente abstracta. Nació en la ciudad de Montreal, Quebec. Su padre era músico de la Orquesta Sinfónica de Montreal y su madre era hija de un artesano de figuras religiosas. A la edad de 13 años comenzó a pintar y a los 16 enfermó de tuberculosis, lo cual le obligó a guardar reposo y leer los autores que tendrían una importante influencia en sus creaciones: Friedrich Nietzsche, Jean Paul Sartre, Albert Camus y Jean Piaget.
A partir de 1948 Molinari tomó algunos cursos en la Escuela y Museo de Bellas Artes de Montreal. En 1951 abrió su propio estudio y se dedicó a experimentar con sus creaciones, por ejemplo, pintando sus obras con los ojos vendados. En 1955, tras interesarse en un artículo acerca de las técnicas abstractas empleadas por Jackson Pollock, decidió emigrar a la ciudad de Nueva York y a su regreso a Montreal comenzó a definir su propio estilo, utilizando únicamente los colores blanco y negro. Durante la década de 1960 sus cuadros consistían básicamente en combinaciones de líneas verticales, pero hacia 1970 comenzó a adoptar otras figuras geométricas como los triángulos y los cuadrados.
A lo largo de su vida Molinari recibió varias distinciones. En 1967 recibió una beca de la Fundación Guggenheim, en 1971 se le concedió la Orden de Canadá y en 1980 recibió el Premio Paul-Émile-Borduas de Quebec. Trabajó sus últimos años como catedrático de arte en la Universidad Concordia de Montreal, donde se jubiló en 1997 tras 27 años de servicio.
Guido Molinari contrajo nupcias en 1958 con Fernande Ste-Martin, una destacada escritora, periodista y exdirectora del Museo de Arte Contemporáneo de Montreal. Del matrimonio nacieron un hijo y una hija.